# 노육
노육(盧毓, 183년? ~ 257년)은 중국 삼국 시대 위(魏)의 정치가로, 자는 자가(子家)이며 유주(幽州) 탁군(涿郡) 탁현(涿縣) 사람이다. 후한 말의 정치가 노식(盧植)의 4남이다.

## 사적
열 살에 부친이 죽었고, 당시에는 후한 말기의 혼란기였는데, 두 형이 죽었고 원소(袁紹)와 공손찬(公孫瓚)이 서로 싸우며 유주와 기주(冀州)에는 흉년이 들었다. 노육은 이런 어려운 상황 속에서도 형들이 남긴 식구들을 길러, 학문과 행실로 명성을 얻었다. 조비(曹丕)가 오관중랑장(五官中郞將)이 되면서 오관중랑장 소속의 문하적조(門下賊曹)가 되어 처음으로 출사했고, 최염(崔琰)이 기주주부(冀州注簿)로 천거했다.
당시 전란 중에 새로운 질서를 세워가고 있는 중에, 도망치는 병사를 다스리는 법령이 엄해 처자도 연좌했다. 이때 도망친 병사의 아내 백(白) 등이 사로잡혔다. 비록 이들은 혼인한 지 얼마 안 되어 남편을 보지도 못했지만, 대리는 기시(棄市)에 처할 것을 주장했다. 노육은 《시경》(詩經)과 《예기》(禮記)를 인용하여 혼인해도 남편을 못 본 여자는 아직 부인이 아니라고 하여, 이러한 연좌는 부당하다고 주장했다. 그 논변과 학식에 승상(丞相) 조조(曹操)가 감탄했다. 그래서 노육은 승상법조의령사가 되었다가, 서조의령사로 전임했다.
조위가 후한의 제후국으로 세워지면서 이부랑으로 승진했고, 조비가 칭제건원(위 문제)하면서 황문시랑이 되었다가 외직인 제음상(濟陰相), 양군태수, 초군태수(楚郡太守)를 역임했다. 문제는 자기 본향인 초군에 사람들을 이주시켜 충실히 하려고 했으나, 노육은 초군이 황폐하여 이주된 백성들이 곤고하므로 표를 올려 이 둔민들을 인근의 양국으로 옮기도록 청했다. 문제는 이를 허락하고, 노육이 자기 뜻을 거슬렀으므로 수양전농교위로 좌천시켰다. 노육은 백성들의 이익을 도왔고 백성들도 노육에게 의지했다. 나중에 안평태수(安平太守) · 광평태수(廣平太守)를 지내며 백성들에게 은혜를 주고 교화에 힘썼다.
청룡(靑龍) 2년(234년), 내직인 시중(侍中)으로 전임했다. 유소의 정률 미진 문제를 두고, 법 해석의 모호함을 우려하는 상소를 했다. 3년 재직하면서 법률 개정 문제를 놓고 자주 논변을 펼쳤고, 명제의 칭찬을 받아 이부상서(吏部尙書)로 승진했다.
명제가 노육에게 인재 임용을 자문한 사례가 몇 있는데, 시중이 공석이 된 이때가 첫째 기회로, 이때 노육에게 후임 시중을 천거하게 했다. 노육은 정충(鄭沖)을 천거했으나, 명제가 받아들이지 않자 완무와 손옹을 천거했고 손옹이 임용되었다. 당시 제갈탄(諸葛誕) · 하후현(夏侯玄) · 등양(鄧颺) 등 부화한 무리가 서로 “사총팔달”이라 하며 명성을 드날렸다. 명제는 이런 풍조를 싫어했다. 마침 중서랑 문제가 생기자, 명제는 조칙을 내려 “적임인지 아닌지 알아낼 사람은 노생(노육) 뿐이다.”라고 해 노육에 대한 신임을 드러냈고, 또 “명성은 그린 떡 같아, 먹을 수 없다.”고 하여 부화한 무리들이 쌓는 허명에 대한 증오를 드러냈다. 노육은 명성은 평범한 선비를 모으는 데는 유용하며, 이들의 덕도 있으므로 아주 무시해서는 안 된다고 답했다. 명제는 이를 받아들여 고과법을 지었다. 경원(景元) 원년(237년), 사도 진교(陳矯)가 죽고 한동안 사도직이 비어 있었다. 명제는 노육에게 천거를 맡겼다. 노육은 옛날 광평태수 시절 처사 관녕(管寧)을 대우함이 지나치다고 비판한 적이 있었으나, 관녕을 천거했다. 관녕이 출사를 거부하자, 한기(韓曁)와 최림(崔林)과 상림(常林)을 천거했고, 명제는 한기를 택했다. 노육은 천거할 적에 그 사람의 재능과 언사보다 성품과 행실을 우선시했다. 그 의도를 이풍(李豊)이 묻자 재능은 선을 행하기 위한 것이므로, 그럴 수 없다면 재능이 있어도 임용할 수 없다고 답했다.
조방(曹芳)이 즉위하면서 관내후가 되었다. 조상(曹爽)이 집권하면서 자기 당인 시중 하안(何晏)으로 노육을 대신하고, 노육은 상서복야로 삼았다. 얼마 못 가 정위(廷尉)로 내몰렸고, 또 다른 조상의 심복 사례교위 필궤(畢軌)와 사이가 틀어져 면직됐다. 그러나 세간의 비판에 직면해, 노육은 다시 등용되어 광록훈으로 임명됐다. 사마의(司馬懿)가 정변을 일으키고 조상을 실각시키자, 노육을 사례교위로 임명하고 조상 일당의 치죄를 맡겼다(고평릉의 변). 이부상서로 복직하고, 봉거도위를 또 받았으며 고악정후에 봉해졌다. 상서복야로 승진하고 관리 선발을 맡았으며 광록대부가 더해졌다. 정원 원년(254년), 조모(曹髦)가 즉위하면서 봉작이 올라 대량향후가 되었다. 이듬해 관구검(毌丘儉) · 문흠(文欽)의 난을 사마사(司馬師)가 진압하러 가면서 노육을 남겨 후방의 일을 맡기고 시중을 더했다. 감로 원년(256년), 사공이 되었다. 왕창, 왕관, 왕상에게 사양했으나 거절당했고, 봉작이 또 올라 용성후가 되었다. 감로 2년(257년)에 죽었으며, 시호를 성후라 했다.

## 저술
- 《구주인사론》 : 《신당서》에서 명가의 책으로 분류되었다.[7]

## 가계

### 관련 인물
노식